# Mark Breland
Mark Breland (11 de maio de 1963, Brooklyn Nova York) é um desportista e ex-pugilista norte-americano. Foi Campeão Mundial americano que ganhou cinco títulos no torneio New York Golden Gloves e uma medalhista de ouro nas Olimpíadas de 1984, em Los Angeles.

## Pugilismo amador
Nascido no Brooklyn, Nova York, começou a lutar aos nove anos de idade no edifício em que morava para defender-se. Aos 13 anos, ele entrou no ensino secundário e optou pelo boxe como seu esporte . 
Ganhou cinco títulos no torneio New York Golden Gloves, tendo sido trinado em uma das oportunidades por Vincent Shomo. Mark Breland acabaria por tornar-se o maior detentor em número de títulos desta competição, superando o próprio Vincent Shomo que tinha quatro títulos.
Aos dezoito anos treinava num ginásio da Sumner Avenue, e profissionais de boxe ofereceram enormes somas para ele deixar o esporte amador e assinasse um contrato profissional; recusou essas ofertas, em parte em razão de buscar fazer parte do elenco que iria as Olimpíadas de 1984, competição na qual obteria medalha de ouro.

## Carreira profissional
Profissionaliza-se em 1984. Em 2 de junho de 1987, Breland ganhou o Título Meio-Médio WBA, da Associação Mundial de Boxe, lutando contra Harold Volbrecht no Trump Plaza Hotel and Casino, em Atlantic City. Após 18 vitórias seguidas obtidas no profissionalismo, Mark Breland perderia o titulo conquistado anteriormente para Marlon Starling, em 22 de agosto de 1887. Em 2 de abril de 1989 recuperaria o título lutando contra Seung-Soon Lee.
Posteriormente, Mark Breland defenderia o título em outras bem sucedidas lutas; antes de perdê-lo para Aaron Davis, em 8 de junho de 1990. Em 21 de março de 1997, Breland realizou sua última luta, da qual saiu vencedor, e se aposentou do box. Como treinador de boxe orienta Vernon Forrest, que tornaria-se campeão do mundo em sua modalidade; também treinaria Deontay Wilder, entre outros pugilistas notáveis.
Breland chegou a atuar posteriormente como ator de cinema e televisão.